# Thomas Hickey
Thomas Hickey (... – New York, 28 giugno 1776) è stato un militare irlandese del British Army che, durante la rivoluzione americana, si schierò dalla parte dell'Esercito continentale.
Viene ricordato come la prima persona condannata a morte per tradimento contro quelli che sarebbero diventati gli Stati Uniti d'America: parte delle guardie messe a protezione del generale George Washington, Hickey fu incarcerato per contraffazione di denaro ma successivamente trovato colpevole di aver progettato di disertare a favore dei britannici, finendo quindi giustiziato.

## Biografia
Hickey era un soldato irlandese dell'esercito britannico. Inviato nell'America coloniale nel 1752, fu di stanza a Boston e durante la guerra franco-indiana servì come aiutante personale del maggior generale William Johnson. Dopo lo scoppio della guerra d'indipendenza americana nel 1775, Hickey lasciò il servizio britannico per unirsi all'Esercito continentale; divenne quindi parte della Commander-in-Chief's Guard, l'unità di guardie personali del comandante in capo americano George Washington responsabile anche della tenuta delle finanze dell'Esercito continentale.
Nella primavera del 1776 Hickey e un altro soldato vennero arrestati con l'accusa di aver contraffatto del denaro; mentre si trovava incarcerato nella prigione di Bridewell vicino a New York, Hickey rivelò a un altro prigioniero con lui detenuto, Isaac Ketchum, di far parte di una cospirazione più ampia di soldati dell'Esercito continentale, che si stavano preparando a defezionare a favore del nemico una volta che l'armata britannica si fosse avvicinata a New York.
Denunciato e arrestato dalle autorità civili locali, Hickey fu consegnato all'Esercito continentale per essere processato. Una corte marziale lo giudicò colpevole dei reati di ammutinamento e sedizione, e Hickey venne quindi impiccato il 28 giugno 1776 a New York all'angolo tra Chrystie Street e Grand Street davanti a una folla di 20 000 persone. Hickey fu la sola persona processata per la presunta cospirazione; nel corso del processo David Mathews, sindaco di New York e noto per le sue simpatie "lealiste", fu accusato di aver finanziato l'operazione per portare nuove reclute a favore dei britannici: Mathews e altre dodici persone furono brevemente poste in detenzione, ma l'accusa non venne mai provata. Voci circa la presunta cospirazione comprendevano anche presunti piani per rapire Washington, assassinare i suoi ufficiali e far saltare in aria le scorte di munizioni dell'Esercito continentale; queste speculazioni danneggiarono notevolmente la reputazione dei "lealisti" nei nascenti Stati Uniti.
Nella trascrizione della sentenza della corte marziale (Court Martial for the Trial of Thomas Hickey and Others), Hickey è indicato come un soldato semplice delle guardie del corpo di Washington, posto sotto il comando di un certo «maggiore Gibbs». Vi sono ragioni per sospettare che questa trascrizione sia una copia fatta poco dopo la conclusione della guerra d'indipendenza, quando molti dei documenti ufficiali redatti precedentemente furono copiati per essere preservati. Nel suo libro George Washington's Enforcers (2006) lo storico Harry Ward sostiene che Hickey avesse il grado di sergente, oltre a far notare che il capitano Caleb Gibbs (primo comandante delle Commander-in-Chief's Guard) non fu promosso al grado di maggiore fino al 29 giugno 1778, due anni dopo l'impiccagione di Hickey. Quando i militari venivano condannati da una corte marziale, del resto, era normale ridurli fino al grado più basso dell'ordinamento, appunto quello di soldato.

## Il presunto tentativo di assassinare Washington
Dal maggio al giugno 1776, George Washington pose il suo quartier generale nella tenuta di Richmond Hill, una villa di campagna poco fuori l'abitato di New York. Samuel Fraunces, il proprietario di una taverna posta poco lontano, fu incaricato di fornire i pasti per Washington e il suo stato maggiore; Washington assunse anche una governante, una vedova di 72 anni di nome Elizabeth Thompson, che lavorò a Richmond Hill dal giugno 1776 al dicembre 1781.
Sebbene Hickey fosse stato incarcerato inizialmente per contraffazione di denaro, e quindi processato per sedizione mentre si trovava già in prigione, William Spohn Baker, uno storico del tardo XIX secolo, sostenne che la vera ragione dell'imprigionamento dell'irlandese fosse il suo coinvolgimento in un complotto per assassinare o rapire Washington:
()
Baker si sbagliava sui crimini specifici per cui era stato condannato Hickey, ma nel 1776 era effettivamente in circolazione una voce circa un complotto per assassinare Washington:
(Lettera del dottor Solomon Drowne a sua sorella Sally Drowne, New York, 24 giugno 1776)
Sono stati pubblicati altri due riferimenti dell'epoca a un complotto per assassinare Washington Un resoconto confuso circa un tentativo di omicidio di Washington apparve più di due anni dopo su un quotidiano inglese di provincia, il The Ipswich Journal, il 31 ottobre 1778:
()

### La petizione di Fraunces
Il 5 marzo 1785 il taverniere Samuel Fraunces presentò una petizione al Congresso rivendicando di aver lui scoperto il complotto per assassinare Washington, e di essere stato ingiustamente incarcerato come membro della cospirazione prima che la sua posizione venisse chiarita
()
La risposta del Congresso alla petizione di Fraunces minimizzò la trama del complotto, ma accettò il suo ruolo come «strumentale per scoprirlo e sconfiggerlo». Per debiti contratti durante la guerra d'indipendenza il Congresso ricompensò Fraunces con 2 000 sterline, oltre a pagargli 1 625 sterline come affitto della sua taverna per due anni per ospitarvi degli uffici federali.

### La leggenda di Phoebe Fraunces
Nel 1859 Mary Anna Custis Lee pubblicò le memorie di suo padre George Washington Parke Custis, nipote di Martha Washington e poi figlio adottivo di George Washington, morto due anni prima. Mary Anna aggiunse un'estesa nota indirizzata al co-autore delle memorie, l'antiquario Benson John Lossing, in cui narrava di un tentativo di avvelenare Washington portato avanti da Thomas Hickey:
()
Le vere memorie di Custis non contenevano la storia (fu un'aggiunta di Lossing), ma questa distinzione è facile da perdere per un lettore. Lossing ripeté la storia in un libro del 1870, sostenendo che la governante di Washington aveva testimoniato alla corte marziale di Hickey:
()
Come francamente ammise lui stesso, le informazioni di Lossing erano di terza mano: sostenne che gli furono riferite da un suo amico, W.J. Davis, il quale le aveva apprese da Peter Embury, un residente di New York all'epoca che conosceva bene la governante del generale e che era stato presente all'impiccagione di Hickey. Questa storia è minata alla base dai verbali del processo della corte marziale di Hickey, che non contengono alcuna testimonianza di una governante di Washington.
Nel numero di gennaio 1876 del periodico Scribner's Monthly, John F. Mines ripeté la storia di Lossing e identificò la governante. Ciò avvenne più di 99 anni dopo l'esecuzione di Hickey e fu la prima volta che il nome "Phoebe Fraunces" apparve sulla stampa; non venne indicata alcuna fonte per l'articolo della rivista. L'articolo fu letto a livello nazionale, ed ebbe una vasta eco visto il concomitante periodo dell'esposizione centennale del 1876:
()
Nel 1919, Henry Russell Drowne (pronipote del dottor Solomon Drowne, il cronista del 1776 di cui sopra) ripeté la leggenda di Phoebe Fraunces in un libro dedicato alla storia della taverna di Fraunces:
()
Non vi è tuttavia alcun documento secondo il quale Samuel Fraunces ebbe mai una figlia di nome Phoebe.

## Cultura di massa
- Hickey appare come personaggio nel videogioco Assassin's Creed III del 2012.